# مرز دانه

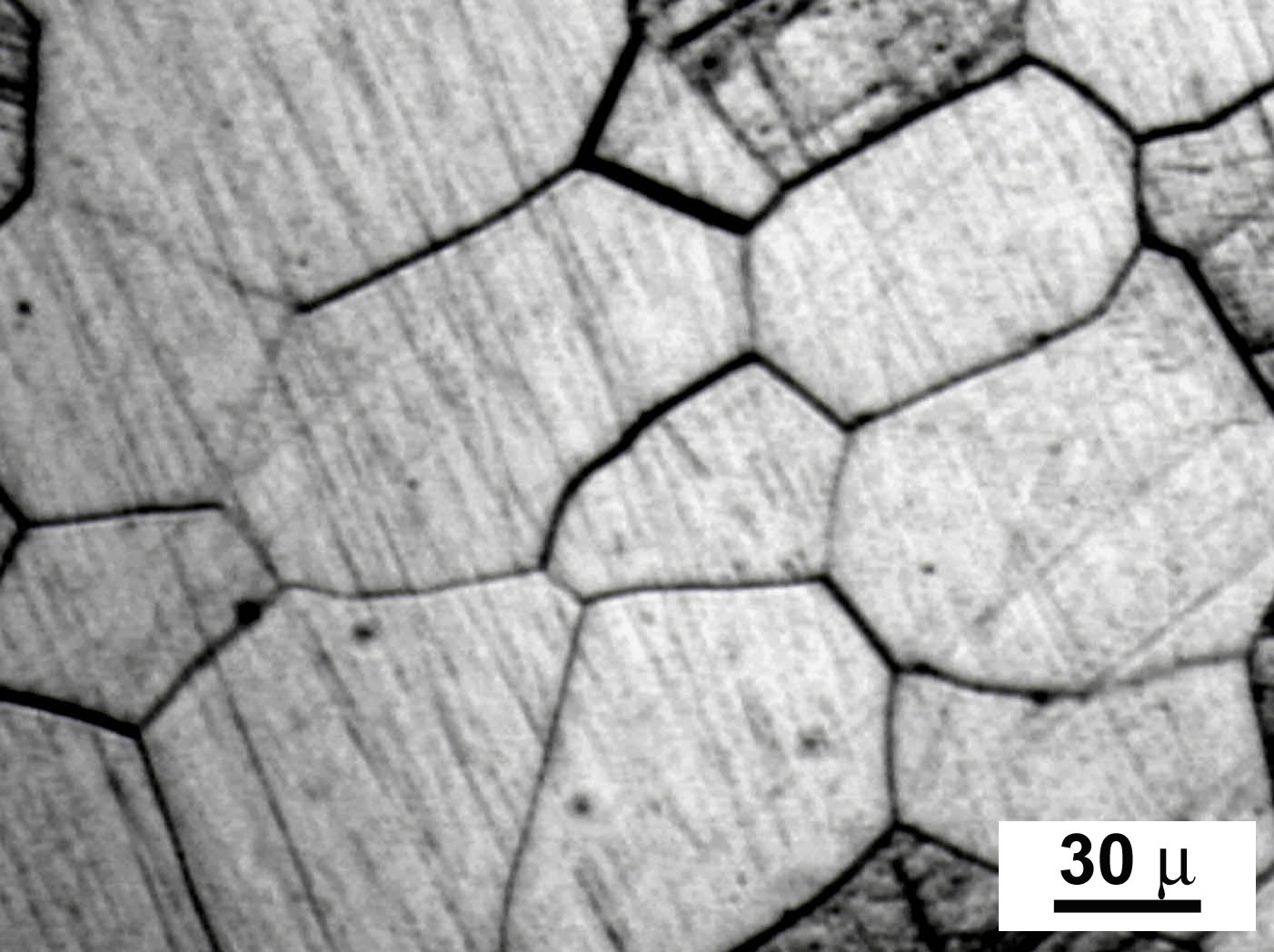
ریزساختار آلیاژ VT22 کوئنچ و اچ شده زیر میکروسکوپ نوری بازتابی. مرزدانه‌ها به صورت خطوط سیاه پررنگ دیده می‌شوند.

مرز دانه (به انگلیسی: grain boundary) نوع خاصی از سطح مشترک جامد-جامد است که در دو سمت آن فاز یکسان بوده ولی جهت فضایی محورهای بلوری متفاوت است. مرزدانه‌ها نوع خاصی از عیوب بلوری صفحه‌ای به‌شمار می‌روند که در ریزساختار ماده نواحی بین دانه‌ها را تشکیل می‌دهند.

## اهمیت
به دلیل چگالی بالای عیوب بلوری در مرز دانه، این مناطق، مراکز مرجح برای خوردگی و همچنین جوانه‌زنی فاز ثانویه به‌شمار می‌روند. استحکام پایین مرزدانه در دماهای بالا تأثیر بسیار بر خواص خزشی و شکست مواد دارد. مرزدانه‌ها مانع از لغزش نابجایی‌ها شده و حرکت آن‌ها را محدود می‌کنند بنابراین یکی از پارامترهای تأثیرگذار در استحکام مواد به‌شمار می‌روند. مرزدانه‌ها همچنین به علت غیراستوکیومتری بودن بر خواص الکتریکی مواد تأثیر گذاشته و یکی از عوامل اصلی به وجود آمدن خصوصیات I-V غیرخطی هستند.

## جزئیات
مرزدانه در یک پلی کریستال رابط بین دو دانه (کریستالیت) است.
مرزدانه عیوب دو بعدی در یک ساختار کریستالی است و تلاش می‌کند تا هدایت الکتریکی و گرمایی ماده را کاهش دهد. اکثر مرزدانه‌ها مکان‌های مناسبی برای شروع خوردگی و ته‌نشینی فازهای جدید ماده است. همچنین آن‌ها برای بسیاری از مکانیزم‌های خزش مهم هستند. از طرف دیگر، مرزدانه‌ها در حرکت نا به جایی‌ها در ماده اختلال ایجاد می‌کنند بنابراین، همان‌طور که در رابطه هال-پچ تشریح شده‌است، کاهش اندازه کریستالیت یک روش مرسوم برای افزایش مقاومت مکانیکی است.

### مرزدانه کم زاویه و مرزدانه پر زاویه

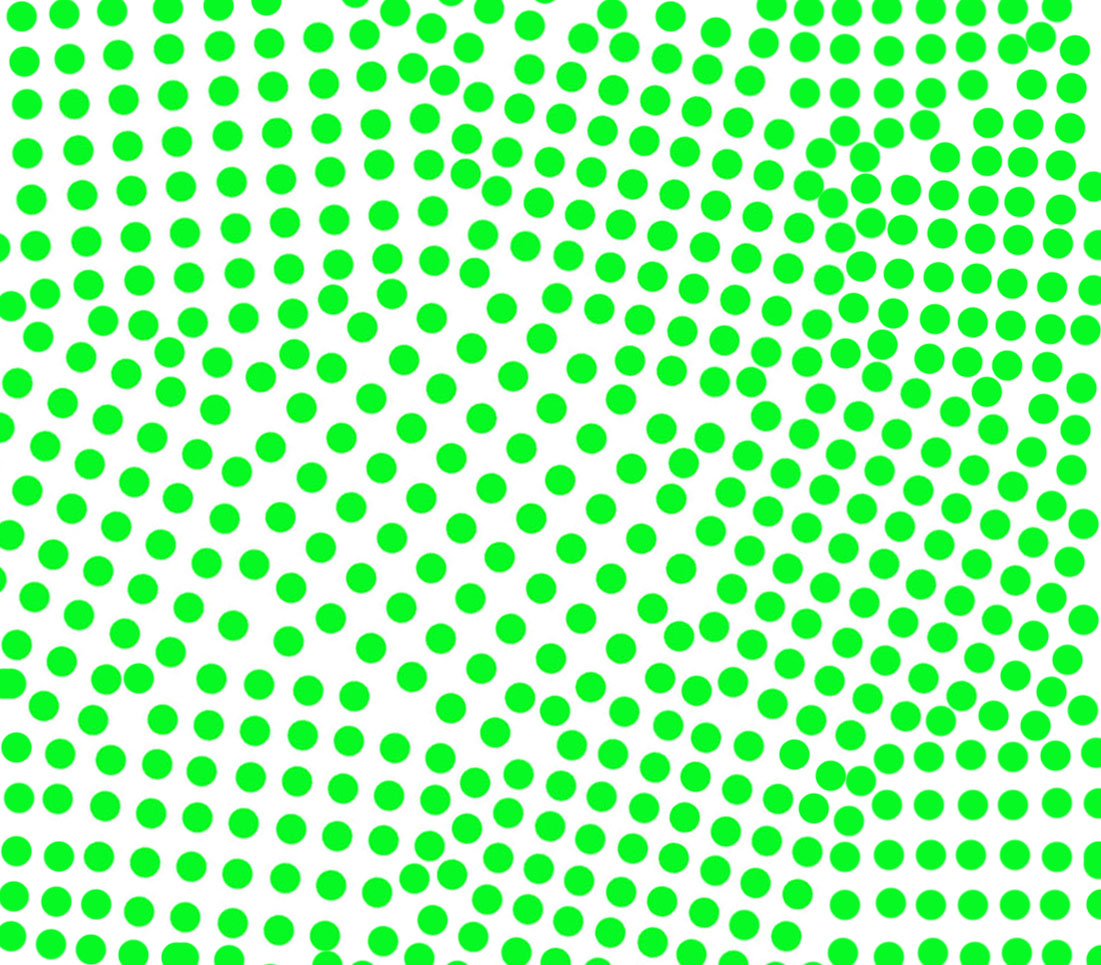
کریستالیت‌ها با جهتگیری متفاوت در یک پلی کریستتال

مناسب است که مرزدانه‌ها را با توجه به محدوده جهتگیری نادرست بین دو دانه طبقه‌بندی کنیم.
مرزدانه با زاویه کم یا مرز ریزدانه آن‌هایی هستند با جهت‌گیری نادرست کمتر از ۱۵ درجه. به‌طور کلی آن‌ها از یک آرایه از نابه جایی و خصوصیات و ساختار آن‌ها تابعی از جهت‌گیری نادرست آن‌ها است.
در مقابل، خصوصیات مرزدانه با پر زاویه که جهتگیری نادرستشسان بیشتر از ۱۵ درجه است. با این وجود، مرزدانه‌های خاصی در جهت‌گیری‌های به‌خصوصی وجود دارند که انرژی‌های بینابینی در آن‌ها به شدت پایین‌تر از مرزدانه پر زاویه است.

## انواع
- مرز دانه کج
- مرز دانه چرخیده

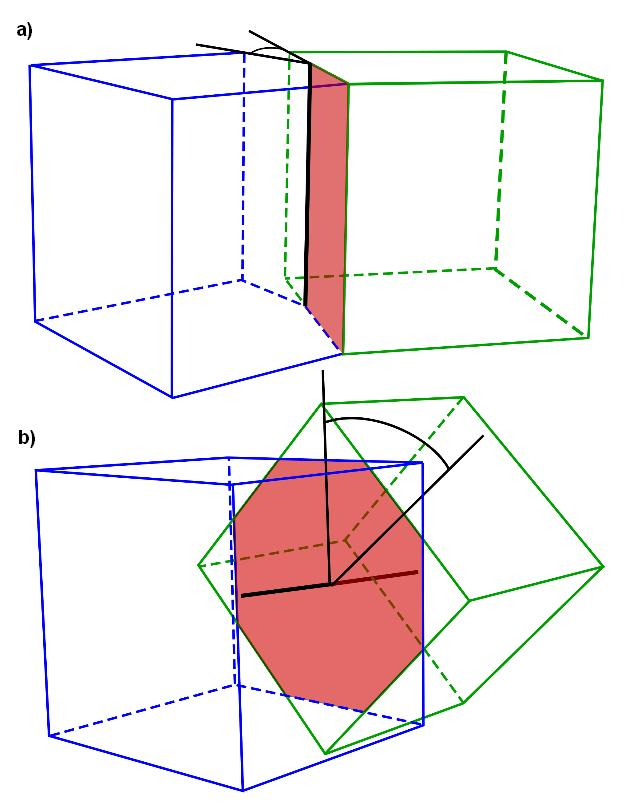
مرزدانه خم شده و مرز دانه چرخیده

ساده‌ترین نوع مرزدانه، مرزدانه کج است که زاویه چرخش در آن موازی با صفحه مرزدانه است. این مرزدانه می‌تواند به عنوان یک تشکیل از یک تک کریستالیت پیوسته که به تدریج با چند نیروی خارجی خم می‌شود تصور شود. انرژی مرتبط شده با خم شدن الاستیک شبکه می‌تواند با قرار دادن یک نابه جایی کاهش یابد، که اساساً یک نیم صفحه از اتم‌ها که به صورت یک گوه (براز) عمل می‌کنند، که این یک جهت‌گیری نادرست همیشگی بین دو طرف ایجاد می‌کند. هر چه دانه بیشتر خم شود، باید نا به جایی‌های بیشتری وجود داشته باشد تا تغییر شکل جای گیرد و منجر به رشد دیواری از نابه جایی‌ها در یک مرزدانه با زاویه کم شود. اکنون از دانه می‌تواند انتظار داشت که به دو ریز دانه با کریستالوگرافی مرتبط ولی با جهت‌گیری‌های متفاوت ولی ویژه تقسیم شود.
نوع دیگر، یک مرزدانهٔ چرخیده‌است که جهتگیری نادرست در اطراف یک زاویه که عمود بر صفحه مرزدانه است رخ می‌دهد. این نوع مرز دانه شامل دو سری از نا به جایی‌های چرخشی می‌شود. اگر بردار برگرزهای نا به جایی‌ها قائم باشند، نابه جایی‌ها به سختی تعامل نمی‌کنند و یک شبکه مربعی تشکیل می‌دهند.
در موارد دیگر، نا به جایی‌ها ممکن است طوری رفتار کنند که ساختار شش ضلعی پیچیده تری ایجاد شود. طرح‌های مرزدانه‌های کج یا چرخیده نمایش دهنده شرایط ایده‌آل هستند.
عمده مرزدانه‌ها از یک نوع مخلوط هستند یعنی به منظور بهترین شرایط برای همسایگی با دانه مجاور، از نا به جایی‌هایی با انواع و بردار برگرهای مختلفی تشکیل شده‌اند.
اگر نا به جایی‌ها در مرزدانه منزوی باقی بمانند، مرزدانه می‌تواند کم زاویه در نظر گرفته شود. اگر تغییر شکل ادامه یابد، چگالی نابه جایی‌ها افزایش می‌یابد بنابراین فضای بین نا به جایی‌ها در همسایگی یکدیگر کاهش می‌یابد.
در نهایت، هسته نا به جایی‌ها شروع به همپوشانی می‌کنند و نظم طبیعی مرزدانه شروع به شکست می‌کند. در این وضعیت مرزدانه را می‌توان به عنوان مرزدانه پر زاویه در نظر گرفت و دانه اصلی به دو دانه کاملاً مجزا تقسیم می‌شود.
در مقایسه با مرزددانه کم زاویه، مرزدانه پر زاویه به‌طور قابل ملاحظه‌ای بی نظم تر هستند، همراه با نواحی بزرگی از چفت نشدگی و ساختاری نسبتاً باز.
در واقع، باید آن‌ها را به عنوان نوعی جامد آمورف یا حتی یک لایه از مایع بین دانه‌ها در نظر گرفت. هرچند این مدل نمی‌تواند استحکام مشاهده شده از مرزدانه را توضیح دهد، بعد از اختراع میکروسکوپ الکترونی، مشاهده مستقیم ساختار دانه‌ها نشان داد این فرضیه باید کنار رود.
اکنون این فرضیه که مرزدانه از واحدهای ساختاری که به ناسازگاری بین دو دانه و صفحه رابط آن‌ها بستگی دارد، مورد پذیرش واقع شده‌است. واحدهای ساختاری که وجود دارند می‌توانند به مفهوم شبکه تصادفی مرتبط باشد، که واحدهای تکرار شده از نقاطی تشکیل شده‌است که دو شبکه ناسازگار هم‌زمان شکل گرفته‌اند.

### توصیف یک مرزدانه
یک مرزدانه می‌تواند با جهتگیری مرزدانه با دو دانه و چرخش سه بعدی که نیاز است تا دو دانه را برهم منطبق شوند، توصیف شود. یک مرزدانه از پنج درجه آزادی برخوردار است اما مرسوم است که یک مرزدانه را با تنها با جهتگیری مرتبط با دو دانه در مجاورت یکدیگر توصیف می‌کنند. به‌طور کلی، راحتی ناشی از نادیده گرفتن جهتگیری صفحه مرزدانه، که محاسبه آن بسیار مشکل است، مهم‌تر از کاهش اطلاعات است.
جهتگیری مرتبط با دو دانه با استفاده از ماتریس چرخش توصیف می‌شود.
{\displaystyle R={\begin{bmatrix}a_{11}&a_{12}&a_{13}\\a_{21}&a_{22}&a_{23}\\a_{31}&a_{32}&a_{33}\end{bmatrix}}}
در استفاده از این سیستم زاویه چرخش θ است:
{\displaystyle 2\cos \;\theta \;+1=a_{11}+a_{22}+a_{33}\,\!}
درحالی که جهت محور چرخش [uvw] است:
{\displaystyle [(a_{32}-a_{23}),(a_{13}-a_{31}),(a_{21}-a_{12})]\,\!}
طبیعت علم بلور نگاری باعث ایجاد محدودیت‌هایی در مورد جهت‌گیری‌های غیر هم سو در مرزدانه‌ها شده‌است. یک پلی کریستال کاملاً اتفاقی، بدون هیچ گونه بافتی، به این گونه دارای یک توزیع به خصوص جهت‌گیری‌های غیر هم سو در مرزدانه است. با این وجود، چنین نمونه‌هایی کمیاب هستند و اکثر مواد از این شرایط ایده‌آل به شرایطی با زاویه چرخش بیشتر یا کمتر منحرف می‌شوند.

## انرژی مرز
انرژِی یک مرز کم انرژی با زاویه کم وابسته به اختلاف جهت گذار میان دانه‌های مجاور است تا زمانی که به وضعیت‌های پر انرژی تبدیل شوند. در خصوص مرز دانه کج(tilt boundary)ساده انرژی یک مرز متشکل از نابه جایی‌ها و بردار برگرز b و فاصله h با معادله رید_شاکلی قابل پیش‌بینی خواهند بود:
{\displaystyle \gamma _{s}=\gamma _{0}\theta (A-\ln \theta )\,\!}
زمانی که
{\displaystyle \theta =b/h\,\!}
{\displaystyle \gamma _{0}=Gb/4\pi (1-\nu )\,\!}
{\displaystyle A=1+\ln(b/2\pi r_{0})\,\!}

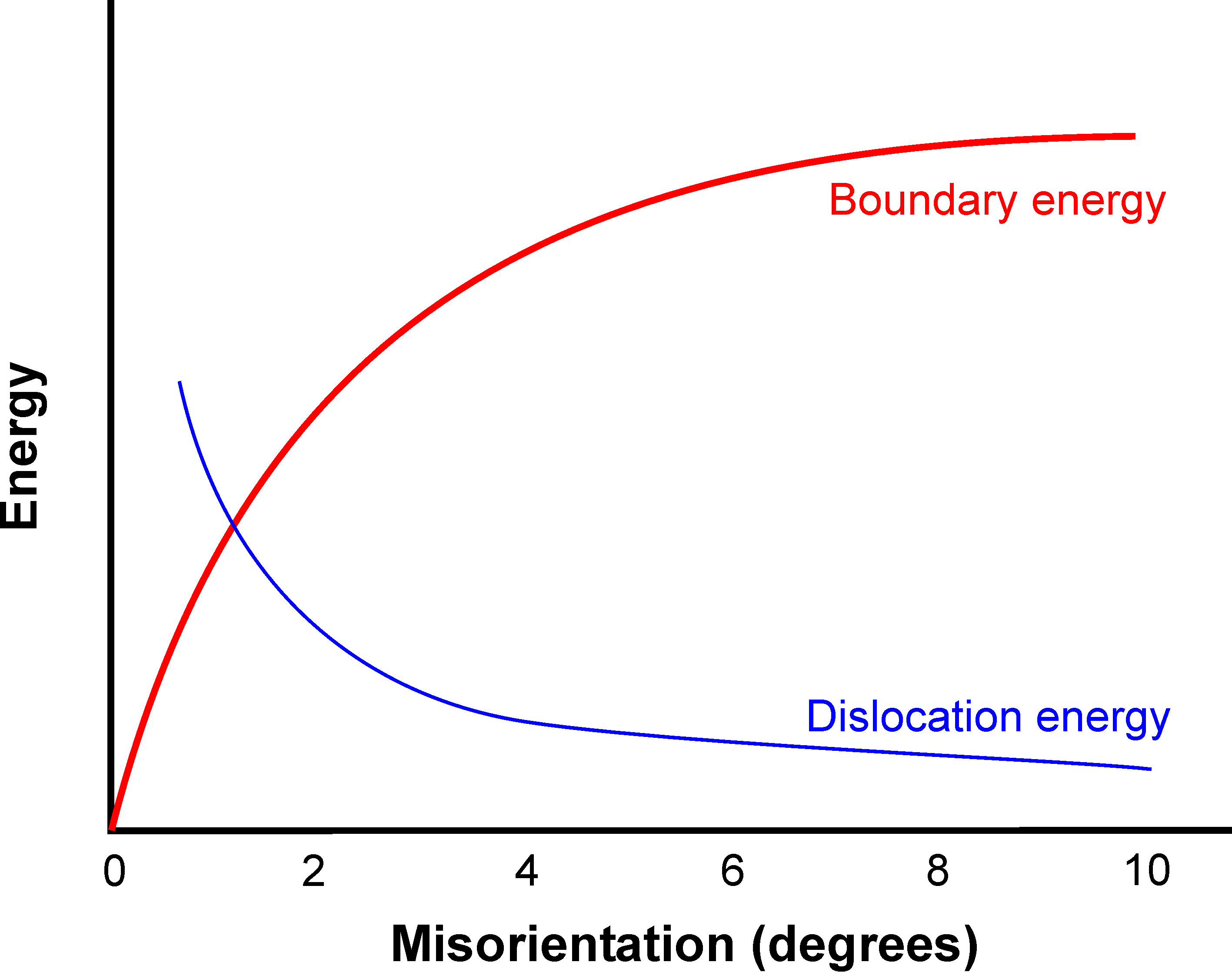
انرژی در مرز کج دانه و انرژی بر نابجایی با افزایش جهت‌گیری نادرست مرز

در حالی که (𝐺) مدول برشی و (𝜈) نسبت پوآسون و (r0) شعاع هسته نابه جایی است. مشاهده می‌شود زمانی که انرژی مرز افزایش می‌یابد انرژی بر نابه جایی کاهش پیدا می‌کند. بدین ترتیب نیرو محرکه ای برای ایجاد مرزهای کمتر ولی با جهت نامناسب تر (جهت‌گیری نامناسب تر) وجود دارد.

این وضعیت در مرزهای با زاویه بالا پیچیده‌تر به نظر می‌رسد. اگرچه از تئوری پیش‌بینی می‌شود که انرژی برای پیکربندی‌های CSL ایده‌آل کمترین حالت را دارد با انحراف‌هایی که نیاز به جابجایی و سایر ویژگی‌های انرژی دارد حداقل خواهد بود. اندازه‌گیری‌های تجربی که این رابطه پیچیده‌تر است. برخی از فرورفتگی‌های پیش‌بینی شده در انرژی همان‌طور که انتظار می‌رود یافت می‌شوند در حالی که برخی دیگر از دست رفته یا به‌طور قابل توجهی کاهش می‌یابند.
نتیجه‌گیری می‌شود که هیچ معیار کلی و مفیدی برای انرژی کم نمی‌تواند در یک چارچوب هندسی ساده گنجانده شود. هر توصیف از تغییرات انرژی سطحی باید ساختار اتمی و جزئیات پیوند در سطح مشترک در سطح مشترک را در نظر گیرد.

## مهاجرت مرزی
حرکت مرزهای دانه پیامدهای جدی برای تبلور مجدد و رشد دانه جدید دارد در حالی که حرکت مرز زیر دانه به شدت بر بازیابی و هسته زایی تبلور محدد نقش دارد.
یک مرز به دلیل فشار وارد بر آن حرکت می‌کند. به‌طور کلی فرض می‌شود که سرعت با فشار نسبت مستقیم دارد و همچنین ثابت تناسب تجرک مرز است. تحرک به شدت وابسته به دما است و اغلب از یک رابطه نوع آرنیوس پیروی می‌کند:
{\displaystyle M=M_{0}\exp \left(-{\frac {Q}{RT}}\right)\,\!}
انرژی فعال سازی ظاهری ممکن است مربوط به فرایندهای اتمی فعال حرارتی باشد که در طول حرکت مرزی رخ می‌دهد. در عین حال چندین مکانیزم پیشنهادی وجود دارد که در آن تحرک به فشار بستگی دارد و تناسب فرض ممکن است از بین برود.
به‌طور کلی تحرک مرزهای با زاویه پایین بسیار کمتر از مرزهای با زاویه بالا است و به نظر می‌رسد مشاهدات زیر در طیف وسیعی از شرایط صادق باشند:
- تحرک مرزهای با زاویه کم متناسب با فشار وارد بر آن است.
- فرایند کنترل نرخ فرایند انتشار حجمی است
- تحرک مرزی با جهت‌گیری نادرست افزایش می‌یابد

از آنجایی که مرزهای زاویه پایین از آرایه‌های نابجایی تشکیل شده‌اند و حرکت آن‌ها ممکن است به نظریه نابجایی مرتبط باشد. محتمل‌ترین مکانیسم، با توجه به داده‌های تجربی، مکانیسم صعود نابجایی است که سرعت آن توسط انتشار املاح در حجم محدود می‌شود.

رشد دانه را می‌توان توسط ذرات فاز دوم از طریق پینینگ زنر مهار کرد.

حرکت مرزهای با زاویه بالا با انتقال اتم‌ها بین دانه‌های همسایه اتفاق می‌افتد. سهولت این امر به ساختار مرز بستگی دارد که خود به کریستالوگرافی دانه‌های درگیر، اتم‌های ناخالصی و دما بستگی دارد. ممکن است نوعی مکانیسم بدون انتشار (مشابه تبدیل فاز بدون انتشار مانند مارتنزیت) در شرایط خاصی عمل کند. برخی از عیوب در مرز، مانند پله‌ها و لبه‌ها، ممکن است مکانیسم‌های جایگزینی را برای انتقال اتمی ارائه دهند.
از آنجایی که یک مرز با زاویه بالا در مقایسه با شبکه معمولی به‌طور ناقصی بسته‌بندی شده‌است، مقداری فضای آزاد یا حجم آزاد دارد که در آن اتم‌های املاح ممکن است انرژی کمتری داشته باشند. در نتیجه، یک مرز ممکن است با یک جو املاح مرتبط باشد که حرکت آن را به تأخیر می‌اندازد. فقط در سرعت‌های بالاتر، مرز می‌تواند از جو خود رها شود و حرکت عادی خود را از سر بگیرد.
هر دو مرز زاویه پایین و بالا با حضور ذرات از طریق به اصطلاح اثر پینینگ زنر به تأخیر می‌افتند. این اثر اغلب در آلیاژهای تجاری برای به حداقل رساندن یا جلوگیری از تبلور مجدد یا رشد دانه در طول عملیات حرارتی مورد استفاده قرار می‌گیرد.

## اختلاط(complexion)
مرزهای دانه مکان مناسبی برای جدایش ناخالصی‌ها هستند که ممکن است لایه ای نازک با ترکیبی متفاوت از ماده ایجاد کنند. به عنوان مثال لایه نازکی از سیلیسیم که شامل یون‌های ناخالصی معمولاً در نیترید سیلیکون وجود دارد.
فازهای مرز دانه از نظر ترمودینامیکی پایدار هستند و می‌توان آن‌ها به عنوان فاز‌های (نیمه) شبه دو بعدی در نظر گرفت که ممکن است مانند فازهای ماده تحت انتقال قرار گیرند. در این مورد ساختار و شیمی ماده ممکن است تحت تغییرات ناگهانی پارامتری ترمودینامیکی مانند دما یا فشار قرار گیرند. این ممکن است به شدت بر خواص ماکروسکوپی ماده تأثیر بگذارد، به عنوان مثال می‌توان به تغییرات مقاومت الکتریکی و سرعت حرکت خزش با افزایش دما اشاره کرد.
مرزهای دانه را می‌توان با استفاده از ترمودینامیک تعادلی تجزیه تحلیل کرد ولی نمی‌توان ان‌ها را به عنوان فاز در نظر گرفت زیرا قانون گیبس را ارضا نمی‌کنند: ناهمگن هستند ممکن است دارای گرادیان ساختار، ترکیب یا خواص باشند. به همین دلیل آن‌ها را به عنوان یک اختلاط (مرزی) تعریف می‌کنند: یک ماده سطحی با ضخامت محدود (معمولا بین دو تا بیست آنگستروم) می‌باشد که در تعادل مکانیکی با فازهای مجاور خود قرار دارد.
یک اختلاط برای وجود نیاز به فاز همسایه دارد که البته باید ترکیب و ساختار آن متفاوت از فاز همسایه باشد. برخلاف فازهای ماده، اختلاط به فاز همسایه نیز بستگی دارد. به عنوان مثال لایه آمورف غنی از سیلیس موجود در نیترید سیایسیم که قبلاً به آن پرداخته شد دارای ضخامت حدود ده آنگستروم است. اما ممکن است که برای مرزهای خاص این ضخامت تعادلی صفر باشد.
اختلاط را می‌توان با توجه به ضخامت در چند دسته تقسیم‌بندی کرد.